# التحالف من أجل وسائل الإعلام المفتوحة
التحالف من أجل وسائل الإعلام المفتوحة هو اتحاد صناعي غير ربحي لتطوير تكنولوجيا مفتوحة خالية من الرسوم وتسليم الوسائط متعددة. مقرها في ويكفيلد بولاية ماساتشوستس في الولايات المتحدة الأمريكية. وتتبني مبادئ تطوير مقاييس المواقع الالكترونية المفتوحة لوضع معايير لانتاج الفيديو يمكن أن تستخدم كبدائل مجانية مقابل المعايير المهيمنة حتي اليوم لمجموعة خبراء الصور المتحركة ونموذج الأعمال المرتبط الذي يستغل الملكية الفكرية من خلال منح رسوم إمتياز التي ترتبط بالشكوك المالية وبخاصة شركات الإنترنت والمخترعين.